# Colonia La Argentina (Córdoba)
Colonia La Argentina es una localidad a 15 km de Del Campillo en el sur de Córdoba con una población de 300 personas dispersas al alrededor de la capilla de Santa Rosa de Lima (a unos cuantos kilómetros se diria).
Por allí pasa el río Popopis (río Quinto). Es un lugar poco conocido y muy lindo por su paisaje limpio y tranquilo.
- Datos: Q20018333